# Zdeněk Šindlauer
Zdeněk Šindlauer (*4. března 1963 Česká Lípa) je autor knih a článků o historii železnic, které doplňuje vlastními kresbami.

## Životopis
V roce 1990 absolvoval Technickou univerzitu v Liberci. Žije v České Lípě, kde pracuje jako technik.

## Publikace
- Už dlouho nejel žádnej vlak (1999), ISBN 80-901955-3-9
- Vlakopis lužický (2004) ISBN 80-903012-2-3
- Česká Lípa-Střelnice – Kursk (2007) ISBN 80-87047-03-6
- Severočeská transverzálka (2008), ISBN 978-80-87047-12-5
- Malý železniční pitaval 5 (Vydavatelství dopravní literatury Ing. Luděk Čada, ISBN 978-80-86765-18-1, s. 132, 2011, 10 ilustrací (Zdeněk Šindlauer))[4]
- Turnovsko-kralupsko-pražská dráha (2015), ISBN 978-80-260-8878-3
- Prasákův deník (2017), ISBN 978-80-86116-81-5